# Інді-лейбл
Інді-лейбл (англ. Indie label, від  англ. Independent — незалежний, самостійний) — незалежний звукозаписний лейбл, що позиціонується як альтернативний мейнстрімові, незалежний від музичних корпорацій, яким сьогодні належить більшість провідних лейблів (мейджор-лейбли).

## Відомі інді-лейбли

### Українські
- Cardiowave
- Kvitnu
- Kuwshinka
- Nexsound
- Quasi Pop
- Turbinicarpus

### Іноземні
- 4AD (Велика Британія)
- Alternative Tentacles (США)
- Chapter 22 (Велика Британія)
- Creation (Велика Британія)
- Daptone Records (США)
- Definitive Jux (США)
- Les Disques du Crépuscule (Бельґія)
- Domino (Велика Британія)
- Epitaph (США)
- Factory (Велика Британія)
- Formed (США)
- Hathut (Швайцарія)
- Industrial (Велика Британія)
- Massacre Records (Німеччина)
- Mego (Австрія)
- Mute (Велика Британія)
- Ninja Tune (Велика Британія)
- Paw Tracks (США)
- Prikosnovénie (Франція)
- Red Star (США)
- Rough Trade (Велика Британія)
- Sordide Sentimental (Франція)
- Spoon (Німеччина)
- Staalplaat (Нідерлянди, Німеччина)
- Sub Rosa (Бельґія)
- Temple (Велика Британія)
- Threshold House (Велика Британія)
- Tru Thoughts (Велика Британія)
- Warp (США)
- WaxTrax! (США)
- w.m.o/r  (Велика Британія, Еспанія)